# Thomann
Musikhaus Thomann es un minorista o detallista con sede en Alemania, especializado en la venta de instrumentos musicales, equipamiento de estudio y audio profesional; e iluminación. Saltó a la fama gracias a Thomann Cyberstore, su portal de ventas en línea. 
De acuerdo a un artículo publicado en 2014 por el Fränkischer Tag, uno de los diarios más importantes de Baviera, Thomann es el mayor distribuidor a particulares de su tipo en el mundo.
Hans Thomann fundó la empresa en 1954 como un negocio familiar en la localidad de Treppendorf, situada en el municipio bávaro de Burgebrach. Allí continúa la sede de esta empresa, que sigue siendo propiedad de la familia.
La compañía está administrada desde 1990 por Hans Thomann Jr., representante de la segunda generación de la familia. Desde 1997, Thomann vende sus productos desde su propia web, alcanzando aquel primer año unos ingresos de 800.000 marcos alemanes (más de 400.000 euros).

## Compañía
Musikhaush Thomann se divide en tres unidades de negocio:
1. Musikhaus Thomann – Tienda de música, almacén y centro de logística
2. Thomann Direktversand y Thomann Cyberstore – unidad de distribución con alrededor de 3.1 millones de clientes y plataforma online thomann.de
3. Thomann Audio Professionell – unidad de instalación para proyectos importantes en teatros, estadios y otros locales.

Entre 2004 y 2012, el número de clientes se ha triplicado y sobrepasa los 3 millones. En 2004 la compañía alcanzó unos ingresos récord de 10 millones de euros. Dos años más tarde, la cifra ascendió hasta los 129 millones de euros, convirtiendo de nuevo a Thomann en una de las cinco empresas con mayor crecimiento de Baviera.
En septiembre de 2010, Musikhaus Thomann recibió el premio Versender des Jahres (distribuidor por correo del año) que otorga la Asociación Alemana de Empresas de Venta por Correo, que la eligió por su fuerte crecimiento, el compromiso por la innovación y el alto nivel de satisfacción de sus clientes. Además, en 2011 recibió también el premio de oro del Global E-Commerce Summit de Barcelona.

## Marcas de la tienda
Thomann distribuye varias marcas propias en exclusiva, entre ellas:
- Thomann. Instrumentos musicales.
- Stairville. Iluminación.
- Harley Benton. Guitarras, bajos, ukeleles y accesorios.
- Pro Snake. Cableado de audio.
- The t.bone. Microfonía.
- The box. Altavoces.
- The box Pro. Altavoces y accesorios.
- The t.akustik. Aislante acústico.
- Thon. Estuches protectores para equipamiento.
- Baterías Millenium. Baterías y accesorios.
- Roth & Junius. Violines, violas, violonchelos, pianos y accesorios.
- Varytec. Iluminación.
- Zultan. Platillos para batería.
- Flyht Pro. Estuches y bolsas.
- Fun Generation. Iluminación, altavoces, microfonía, cableado y accesorios.
- Startone. Instrumentos de viento.
- Botex. Iluminación. Cabezas móviles, luces estroboscópicas y accesorios.
- Swissonic. Homestudio.
- The t.mix. Mezcladoras.
- The t.rack. Pro Audio.
- The t.amp. Amplificadores pro audio.
- Syrincs. Pro Audio.
- Ignition. Iluminación.
- Scala Vilagio. Violines, Violas, Violonchelos y Accesorios Pro.
- Hemingway. Pianos digitales.
- Lead Foot. Pedales y conmutadores.
- Echolette. Amplificadores de guitarra a válvulas.

| "La Gran Muralla" del departamento de guitarras. |
| "La Gran Muralla" del departamento de guitarras. |

| Vista general del departamento de guitarras. |
| Vista general del departamento de guitarras. |

- Datos: Q1539868
- Multimedia: Musikhaus Thomann / Q1539868

- Sitio web oficial